# Проспект 25 Октября (Гатчина)
Проспе́кт 25 Октября́ — главная магистраль города Гатчина Ленинградской области.

## Расположение
Проспект протянулся на 2,5 км от площади Коннетабля до развилки Красносельского, Ленинградского и Пушкинского шоссе. Проходит по территории трёх городских микрорайонов — Центра, Хохлова Поля и Въезда.
Образует перекрёстки и углы с Красноармейским проспектом, улицей Чкалова, Революционным переулком, Соборной улицей, Госпитальным переулком, улицей Хохлова, улицей Радищева, Солнечным переулком, улицей Гагарина, улицей 7-й Армии и Рощинской улицей.

## История
Ещё до основания Гатчины как города по трассе нынешнего проспекта 25 Октября проходила важная дорога от Санкт-Петербурга на Псков, которая носила названия «Порховская дорога», «Двинская дорога», «Смоленская дорога». С конца 1780-х годов за ней закрепилось название «Большой проспект», при этом началась её застройка.
В 1790-х годах на проспекте были построены:
- Адмиралтейский мост (1792—1794)
- Трёхарочный (Карпичный) мост (1799—1801, архитектор Захаров)
- и терраса между ними (1792, перестроена в 1799—1800)
- Адмиралтейские ворота (1794—1796, архитектор Бренна)
- Обелиск Коннетабль (1793, архитектор Бренна (?), скульптор Пластинин)
- Крепость Ингербург
- Деревянная лютеранская церковь
- Верстовые столбы (1795—1797, скульптор Пластинин)

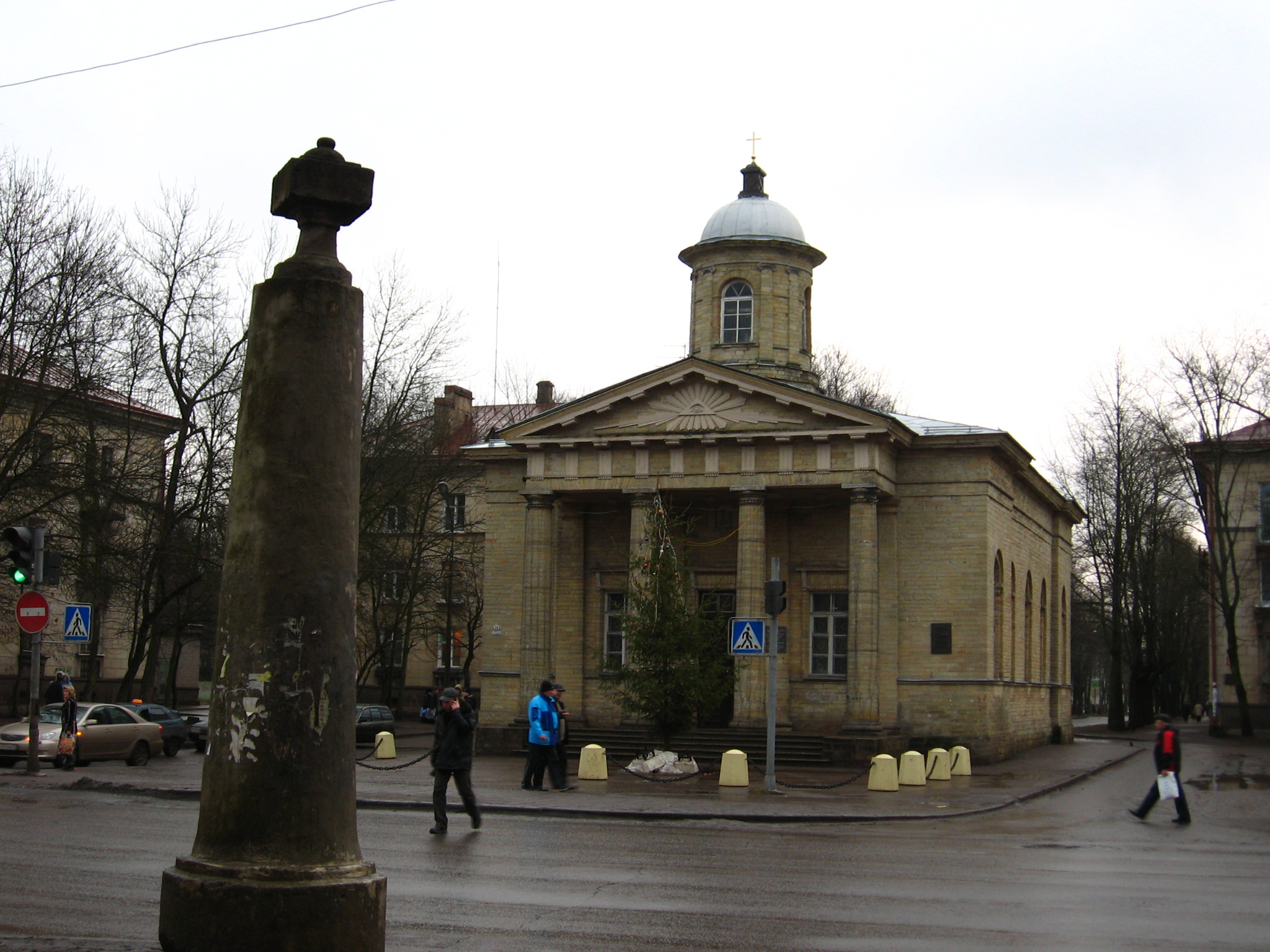
Верстовой столб рядом с Кирхой

Благоустройство проспекта было продолжено в XIX веке. В 1824—1828 году было построено новое здание Гатчинского Сиротского института (архитекторы Воронихин и Захаров). В 1825 году напротив Адмиралтейских ворот был построен Дом командира Кирасирского полка (сгорел в 1918 году). В 1828 году на месте прежней деревянной была построена новая лютеранская кирха св. Николая из ротковского известняка (архитектор Д. Квадри). В 1834 году было построено здание почты. В 1838 году были построены новые купеческие дома вместо сгоревших. В 1837 году было построено здание женской гимназии (сейчас в этом здании расположены Муниципальный музей и Вечерняя школа). В 1832 году в память о разобранной крепости по проекту архитектора Глинки были построены Ингербургские ворота. В 1844 году по проекту архитектора А. С. Степанова была построена вольная аптека Гринейзена.
В XIX веке на отрезке между Революционным и Госпитальном переулками, по нечётной стороне проспекта, были построены купеческие дома. Например, дома Варгина (д. № 7 и № 9), дом Шелаева (д. № 11), дом Нудина (д. № 13), дом Юнина (д. № 15 и № 17), дом Лытикова (д. № 19).
В 1896 году в связи со 100-летием Гатчины Большой проспект был переименован и стал называться «проспект Императора Павла I».
В 1898 году на проспекте появились электрические фонари.
В 1917 году проспект был вновь переименован в Большой, а в 1922 году получил нынешнее название — проспект 25 Октября.
В 1932 году было построено здание Дома культуры.
В 1970-х годах была построена гатчинская объездная автодорога, которая разгрузила проспект 25 Октября от транзитного грузового транспорта.
В конце 1980-х годов началась застройка микрорайона Въезд, на проспекте 25 Октября были построены 4 шестиэтажных жилых дома.
В 1992 году была создана комиссия по возвращению исторических названий улицам Гатчины. Она приняла решение о целесообразности возвращения проспекту имени Императора Павла I, однако глава Гатчины Станислав Богданов не утвердил данное решение, и проспект сохранил советское название.
В постсоветский период на проспекте в классическом стиле были построены здания Промстройбанка (ныне ВТБ) и Рускобанка, которые хорошо вписались в панораму главной улицы Гатчины.